# I lunghi giorni della vendetta
I lunghi giorni della vendetta è un film del 1967, diretto da Florestano Vancini con lo pseudonimo di Stan Vance.

## Trama
Ted Barnett è stato ingiustamente messo in prigione e gli è stato ucciso il padre. Evaso dalla cella, Ted e il suo compagno di prigionia si dirigono verso Kartown, dove Ted vuole fare luce sul motivo per cui è stato messo in galera e su chi ha ucciso suo padre. La sua evasione allarma Cobb, un signorotto del luogo, lo sceriffo Douglas, corrotto da Cobb e la ragazza di Ted, Dolly, indotta a sposarsi con lo stesso sceriffo.
Per giungere al paese inosservato, Ted si lascia accompagnare da un vagabondo e dalla nipote Dulcy. Una volta giunto alla cittadina di Kartown, Ted scopre che la congiura è stata ordita contro suo padre dai rivoluzionari messicani che, aiutati da Cobb e Douglas lo sceriffo, dovevano disporre della stazione ferroviaria del padre per attuare il piano.
La vendetta del giovane viene ben pianificata, ma alla fine il duello sembra essere a lieto fine solo per Cobb. Ted - evaso - viene condannato alla forca ma, grazie all'aiuto di Dolly che svela al giudice la verità, Ted riesce a liberarsi, riportando la situazione a suo favore.